# Maïa Schwinghammer
Maïa Schwinghammer (* 14. September 2001 in Saskatoon, Saskatchewan) ist eine kanadische Freestyle-Skierin. Sie ist auf die Buckelpisten-Disziplinen Moguls und Dual Moguls spezialisiert. Bei den Weltmeisterschaften 2025 gewann sie die Bronzemedaille in der Einzeldisziplin.

## Biografie

### Jugend und Nor-Am Cup
Maïa Schwinghammer wuchs in der Provinz Saskatchewan auf und sammelte ihre ersten Erfahrungen auf Skiern, indem sie sich von einem Schneemobil über den zugefrorenen Christopher Lake ziehen ließ. Bei Ausflügen in den Canada Olympic Park und Urlauben in Whistler entdeckte sie ihre Leidenschaft für das Freestyle-Skiing.
Schwinghammer begann ihre sportliche Laufbahn in den Entwicklungsteams von British Columbia und Alberta, wo sie die Grundlagen der Buckelpisten-Skitechnik erlernte. Im Alter von 14 Jahren bestritt sie auf dem Apex Mountain ihre ersten FIS-Rennen. Im Februar 2017 gab sie in Killington ihr Debüt im Nor-Am-Cup. Auf diesem Level erreichte sie ein Jahr später als Zweite in Calgary ihren ersten Podestplatz und qualifizierte sich für die Juniorenweltmeisterschaften in Duved. Dort wurde sie zunächst Sechste in der Einzeldisziplin und gewann am nächsten Tag auf den Dual Moguls (Parallelbuckelpiste) hinter Wiktorija Lasarenko die Silbermedaille. In der Folge wurde sie in die kanadische Nationalmannschaft aufgenommen. Ihre größten Nor-Am-Erfolge konnte sie in der Saison 2021/22 feiern, als sie nach vier Podestplätzen Rang drei in der Moguls-Gesamtwertung belegte.

### Weltcup und Großereignisse
Am 12. Januar 2019 gab Schwinghammer in Calgary ihr Debüt im Freestyle-Skiing-Weltcup. Nach soliden ersten Ergebnissen nahm sie lediglich vier Wochen später in Park City erstmals an Weltmeisterschaften teil und belegte Moguls-Rang 18. In den folgenden Wintern konnte sie sich kontinuierlich steigern und erreichte als Moguls-Fünfte und Dual-Moguls-Achte bei den Weltmeisterschaften in Bakuriani ihre vorläufig besten Resultate bei einem Großereignis. Vor Weihnachten 2023 gelang ihr in Bakuriani als Dual-Moguls-Zweite hinter der Olympiasiegerin Jakara Anthony der erste Weltcup-Podestplatz ihrer Karriere. In der Disziplinenwertung schaffte sie mit Rang fünf ein Karrierehoch.
Im Winter 2024/25 konnte sich Schwinghammer endgültig an der Weltspitze etablieren. Nach einem dritten Platz in Idre, ihrem ersten Podestplatz in der Einzeldisziplin, gewann sie in Val Saint-Côme erstmals einen Weltcup. Dank mehrerer weiterer Spitzenergebnisse belegte sie in der Moguls-Disziplinenwertung Rang drei. Bei den Weltmeisterschaften im Engadin gewann sie hinter Perrine Laffont und Hinako Tomitaka die Bronzemedaille, wobei ihr Rückstand auf die zweitplatzierte Japanerin bloß 0,23 Punkte betrug. Auf der Parallelbuckelpiste musste sie sich hingegen mit Rang elf begnügen.

## Erfolge

### Weltmeisterschaften
- Park City 2019: 18. Moguls
- Bakuriani 2023: 5. Moguls, 8. Dual Moguls
- Engadin 2025: 3. Moguls, 11. Dual Moguls

### Weltcupwertungen
| Saison  | Gesamt | Gesamt | Moguls | Moguls | Dual Moguls | Dual Moguls | Moguls Gesamt | Moguls Gesamt |
| Saison  | Platz  | Punkte | Platz  | Punkte | Platz       | Punkte      | Platz         | Punkte        |
| ------- | ------ | ------ | ------ | ------ | ----------- | ----------- | ------------- | ------------- |
| 2018/19 | 118.   | 6,11   | –      | –      | –           | –           | 23.           | 55            |
| 2019/20 | 116.   | 8,5    | –      | –      | –           | –           | 23.           | 85            |
| 2020/21 | –      | –      | –      | –      | –           | –           | 21.           | 56            |
| 2021/22 | –      | –      | 20.    | 101    | 9.          | 99          | 15.           | 200           |
| 2022/23 | –      | –      | 13.    | 142    | 15.         | 105         | 14.           | 247           |
| 2023/24 | –      | –      | 11.    | 166    | 5.          | 304         | 9.            | 470           |
| 2024/25 | –      | –      | 3.     | 456    | 8.          | 225         | 4.            | 681           |

### Weltcupsiege
- 4 Podestplätze, davon 1 Sieg:

| Datum           | Ort            | Land   | Disziplin |
| --------------- | -------------- | ------ | --------- |
| 31. Januar 2025 | Val Saint-Côme | Kanada | Moguls    |

### Juniorenweltmeisterschaften
- Duved 2018: 2. Dual Moguls, 6. Moguls

### Nor-Am Cup
- Saison 2021/22: 3. Moguls-Wertung, 5. Moguls-Gesamtwertung
- 5 Podestplätze

### Weitere Erfolge
- 3 kanadische Meistertitel (Dual Moguls 2023 und 2024, Moguls 2024)
- 1 kanadischer Vizemeistertitel (Moguls 2022)